# Yang Jiayu
Yang Jiayu (chinesisch 杨家玉, Pinyin Yáng Jiāyù; * 18. Februar 1996 in Wuhai) ist eine chinesische Leichtathletin, die sich auf das Gehen spezialisiert hat. Bei den Weltmeisterschaften im Jahr 2017 und den Olympischen Spielen 2024 in Paris gewann sie die Goldmedaille im 20-km-Gehen. 

## Karriere
2015 nahm Yang an den Studentenweltspielen in Gwangju teil und erreichte dort den fünften Platz. Vom Athletic Association of the People’s Republic of China wurde sie für die Weltmeisterschaften 2017 in London nominiert und durfte dort gemeinsam mit ihren Landsfrauen Wang Na und Lü Xiuzhi über die 20-km-Gehen starten. Dieser Wettbewerb endete dramatisch: Die in Führung liegende Silbermedaillengewinnerin von 2015 Lü Xiuzhi wurde disqualifiziert und Yang Jiayu sicherte sich in persönlicher Bestzeit vor der Mexikanerin María Guadalupe González und der Italienerin Antonella Palmisano den Weltmeistertitel.
Am 20. März 2021 gelang ihr bei den nationalen Meisterschaften in Huangshan mit 1:23:49 h ein neuer Weltrekord im 20-km-Gehen.
Bei den Olympischen Spielen 2024 in Paris gewann sie die Goldmedaille im 20-km-Gehen.

## Erfolge
- Weltmeisterin im 20-km-Gehen: 2017
- Olympiasiegerin im 20-km-Gehen: 2024